# 1904 في كندا
فيما يلي قوائم الأحداث التي وقعت خلال عام 1904 في كندا.

## سياسة

### تعيين في المنصب
- 1 يناير – جون تشارلز كين عضو الجمعية الوطنية في كيبك [الإنجليزية]‏.
- 1 يناير – جون لويس عضو المجلس النيابي لنيوفندلاند ولابرادور ‏.
- 1 يناير – ويليام إليس عضو المجلس النيابي لنيوفندلاند ولابرادور ‏.
- 5 مارس – ويليام ميتشيل عضو مجلس الشيوخ الكندي ‏.
- 3 نوفمبر – روبرت ستيوارت عضو مجلس العموم الكندي.
- 3 نوفمبر – سام هيوز عضو مجلس العموم الكندي.
- 3 نوفمبر – ويليام جاكسون عضو مجلس العموم الكندي.
- 3 نوفمبر – ويليام رايت عضو مجلس العموم الكندي.

### انتهاء فترة المنصب
- 1 يناير – جون ريتشاردسون عضو برلمان مقاطعة أونتاريو.
- 3 مايو – جيمس ريد عضو مجلس العموم الكندي.
- 29 سبتمبر – بنجامين راسيل عضو مجلس العموم الكندي.
- 29 سبتمبر – توماس أوسبورن ديفيس عضو مجلس العموم الكندي.
- 29 سبتمبر – روبرت بوردن عضو مجلس العموم الكندي.
- 2 نوفمبر – سام هيوز عضو مجلس العموم الكندي.
- 13 ديسمبر – جيمس ريد عضو برلمان مقاطعة أونتاريو.

## مواليد

### يناير
- 1 يناير – آني يورك عالمة بعلوم الإنسان كندية.
- 1 يناير – فيليب ماكدونالد
- 1 يناير – ويليام فاولر
- 18 يناير – ريمون سمايلي ملاكم كندي.
- 19 يناير – رالف سانت جيرمان لاعب هوكي جليد كندي.
- 21 يناير – جون بورتر لاعب هوكي جليد كندي.
- 26 يناير – والتر ستيوارت أوين سياسي كندي.
- 27 يناير – اريك ويليام بليك كروس سياسي كندي.

### فبراير
- 6 فبراير – ويليام كامبل جيمس مريديث محامي كندي.
- 12 فبراير – كلارنس ميليغان سياسي كندي.
- 14 فبراير – روبرت باوتشر لاعب هوكي جليد كندي.
- 22 فبراير – دونالد ستوكتون مصارع هاوي كندي.

### مارس
- 6 مارس – فاركوهار أوليفر سياسي كندي.
- 27 مارس – روبرت هنتر مُجدّف كندي.

### أبريل
- 12 أبريل – ويليام والاس مُجدّف كندي.
- 23 أبريل – كليف بريكر منافِس أوليمبي كندي.
- 25 أبريل – كلايتون بورن سبّاح كندي.

### مايو
- 11 مايو – ويليام كاي لامب مؤرخ كندي.
- 13 مايو – إيرل بيرني شاعر كندي.
- 18 مايو – رينيه بوالو لاعب هوكي جليد من الولايات المتحدة الأمريكية.

### يونيو
- 1 يونيو – نورمان بيري لاعب كرة قدم كندي.
- 8 يونيو – هربرت هامل لاعب هوكي جليد كندي.
- 30 يونيو – تيد غراهام لاعب هوكي جليد كندي.

### يوليو
- 2 يوليو – سيزر رايت محامي كندي.
- 19 يوليو – أبييي كوكس لاعب هوكي جليد كندي.
- 22 يوليو – دونالد أولدينغ هيب
- 22 يوليو – مارجورى وايت ممثلة كندية.
- 24 يوليو – نويل دوريون سياسي كندي.
- 30 يوليو – باك كرامب

### أغسطس
- 12 أغسطس – كين واتسون
- 14 أغسطس – جيم باري سياسي كندي.
- 15 أغسطس – جورج كلاين

### سبتمبر
- 14 سبتمبر – فرانك أميوت كاياكير كندي.
- 16 سبتمبر – أوريليان نويل سياسي كندي.
- 28 سبتمبر – ألان جونستون سياسي كندي.

### أكتوبر
- 16 أكتوبر – ستيوارت آدامز لاعب هوكي جليد كندي.
- 25 أكتوبر – ريد كون لاعب هوكي جليد كندي.
- 29 أكتوبر – أودري ألكسندرا براون شاعرة كندية.

### نوفمبر
- 3 نوفمبر – دوغلاس ميلر سياسي كندي.
- 9 نوفمبر – ليليان بي. ألين
- 10 نوفمبر – مارشال كاي جيولوجي من الولايات المتحدة الأمريكية.
- 24 نوفمبر – ألبرت روس تيلي

### ديسمبر
- 1 ديسمبر – ألفي مور لاعب هوكي جليد كندي.
- 3 ديسمبر – هاري كونور لاعب هوكي جليد كندي.
- 18 ديسمبر – ويلف كارتر مغني كندي.
- 29 ديسمبر – ليو غوثير سياسي كندي.

## وفيات

### يناير
- 1 يناير – ألفرد غارنو (مواليد 1836) شاعر كندي.
- 1 يناير – بنجامين ديفيز (مواليد 1813) سياسي كندي.

### فبراير
- 3 فبراير – روبرت يونغ (مواليد 1834) سياسي كندي.

### مارس
- 27 مارس – إدوارد ريتشارد (مواليد 1844) سياسي كندي.

### أبريل
- 17 أبريل – جوزيف برونيه (مواليد 1834) سياسي كندي.

### مايو
- 5 مايو – جيمس ريد (مواليد 1839) سياسي كندي.